# Rhopalophora occipitalis
Rhopalophora occipitalis là một loài bọ cánh cứng trong họ Cerambycidae.